# Wolodymyr Bjeljajew (Schriftsteller)
Wolodymyr Pawlowytsch Bjeljajew (* 21. Märzjul. / 3. April 1907greg. [abweichendes Geburtsjahr: 1909] in Kamjanez-Podilskyj, Gouvernement Podolien, Russisches Kaiserreich; † 20. Februar 1990 in Moskau, Sowjetunion) war ein sowjetischer Schriftsteller, Drehbuchautor und Journalist.

## Leben
Wolodymyr Bjeljajew veröffentlichte 1923 sein erstes Werk, 1936 wurde er professioneller Schriftsteller. Von 1931 an war er Mitglied der KPdSU (b). Am Großen Vaterländischen Krieg nahm er als Soldat der Roten Armee teil. Nach dem Krieg lebte er zunächst in Lemberg und arbeitete wieder als Schriftsteller. 1960 zog er nach Moskau, wo er 1990 82-jährig starb und dort auf dem Trojekurowo-Friedhof bestattet wurde.
Berühmtheit errang er durch seine 1937 bis 1951 geschriebene Trilogie „Die alte Burg“ («Старая Крепость») über das Leben eines Jungen in Kamjanez-Podilskyj während des russischen Bürgerkrieges, für die er 1952 den Stalinpreis erhielt.
1975 erhielt er für den Film „Bis zur letzten Minute“ («До останньої хвилини») zusammen mit Waleri Issakow, Wladislaw Dworschezki und Walerija Saklunna-Myronenko mit dem Taras-Schewtschenko-Preis den Staatspreis der Ukrainischen SSR.

## Ehrungen
Wolodymyr Bjeljajew erhielt zahlreiche Ehrungen und Auszeichnungen. Darunter:
- 1952 Stalinpreis 3. Klasse[1]
- 1967 Orden Polonia Restituta 5. Klasse[1]
- 1975 Taras-Schewtschenko-Preis[2]
- Ehrenzeichen der Sowjetunion[1]
- Orden des Roten Banners der Arbeit[1]
- 1985 Orden des Vaterländischen Krieges 2. Klasse[1]
- Medaille „Sieg über Deutschland“
- Medaille „Für die Verteidigung Leningrads“[1]

## Werke (Auswahl)
- Die alte Burg (Старая крепость)
- Auf militärischen Straßen (На военных дорогах)
- Die Stadt am Meer (Город у моря), Verlag Neues Leben, Berlin 1953
- Entlarvung (Разоблачение)
- Drehbuch zum Film Iwanna (Иванна)